# Wappen Adschariens
Das Wappen Adschariens ist das offizielle Wappen der autonomen Republik Adscharien in Georgien.

## Beschreibung
In der Mitte ist ein roter Schild. Der Schild zeigt den heiligen Georg als silbernen Reiter mit einem goldenen Heiligenschein. Er bezwingt einen silbernen Drachen mit silbernem Speer. Der obere Teil des Hauptschildes besteht aus einer grünen Fläche, auf der eine goldene Festung abgebildet ist. Der untere Teil besteht aus einem blauen Feld, auf dem drei goldene Münzen abgebildet sind.